# Vittorio Gigliotti
Vittorio Gigliotti (Salerno, 1921 – Civitella Alfedena, 24 de septiembre de 2015) fue un arquitecto e ingeniero italiano.

## Biografía
Nacido en Salerno, en 1921, Vittorio Gigliotti se graduó en ingeniería civil por la Universidad de Nápoles. Desde 1948 ejerció como profesional libre. En 1960 abrió en Roma, en colaboración con Bruno Zevi, el estudio AZ Arquitectos e Ingenieros. En el 1964 abrió, junto a Paolo Portoghesi, el Estudio de Puerta Pinciana en Roma. La colaboración entre ambos estudios dio grandes resultados en la realización de diversas obras en Italia, pero también por el extranjero, dando como fruto algunos de los mayores exponentes de la arquitectura postmoderna. Gigliotti es particularmente notorio por sus proyectos para edificios culturales, residenciales y comerciales.
La Casa Baldi, realizada de los dos en el 1969, está considerada uno de los primeros ejemplos de arquitectura postmoderna.
A los años setenta y a los años ochenta remonta el planeamiento y la realización de diversas importantes obras, entre las cuales la Iglesia de la Sagrada Familia, realizada en el entre el 1971 y el 1974 a Salerno y la Mezquita de Roma cuyos trabajos empezaron en el 1984.
Después la iglesia de la Sagrada Familia, Gigliotti ha vuelto sobre el tema de la iglesia parrocchiale con el proyecto y la realización de San Lorenzo a Caposele, borgo terremotato en ocasión del seísmo del Irpinia del 1980, proyectada en el 1985-1991 (en colaboración con la arquitecta salernitano Carlo Cuomo) y abierta al culto en el 2008.

## Elenco parcial de las obras

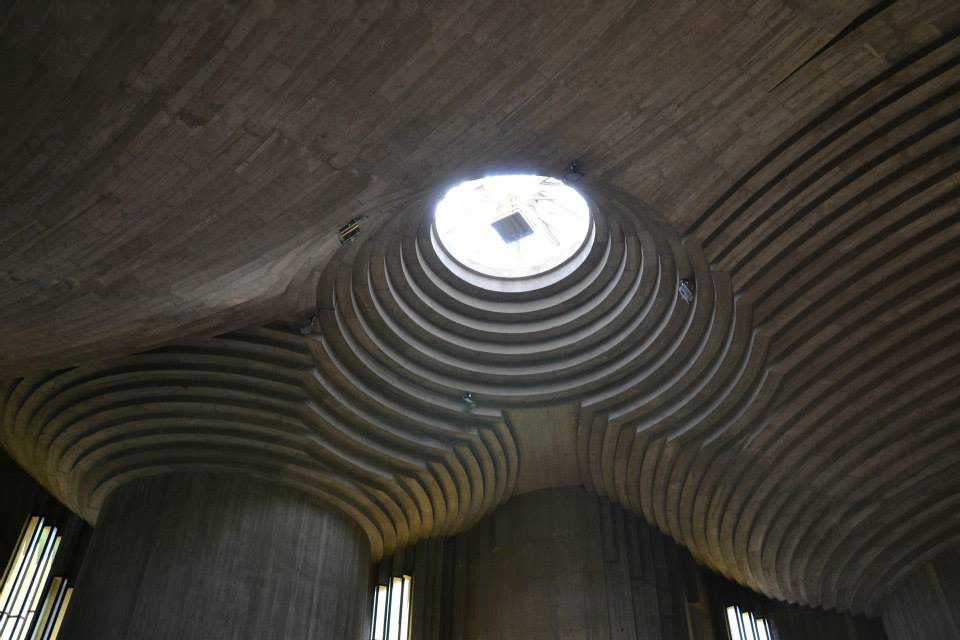
El interior de la iglesia de la Sagrada Familia

- Colegio media Juan XXIII, Salerno (1968)
- Casa Baldi, Roma (1959)
- Casa Andreis, Scandriglia (1964)
- Casa Bevilacqua (1964)
- Casa Papanice, Roma (1966)
- Iglesia de la Sagrada Familia, Salerno (1969)
- Agencia de Servicios Culturales de la Región Abruzzo y biblioteca cívica, Avezzano (1970)
- Centro Servicios Culturales de la Región Abruzzo y biblioteca cívica, Vasto (1970)
- Grand Hotel, Jartum, Sudán (1972)
- Palacio real, Amán, Jordania (1973)
- Mezquita de Roma (1974)
- Institución Técnica Industrial Estatal del águila, El águila (1968-78)